# Bundesstraße 326
Die Bundesstraße 326 (Abkürzung: B 326) besteht aktuell nur noch aus zwei räumlich von einander getrennten kurzen Abschnitte in Nordrhein-Westfalen. 
Das westliche Stück auf Düsseldorfer Stadtgebiet ist die Verbindung der Bundesstraße 1 an der Kreuzung Südring/Völklinger Str. und der Bundesstraße 8 an der Kreuzung Auf'm Hennekamp/Mecumstraße.
Der östliche Abschnitt an der Stadtgrenze Wuppertal/Sprockhövel dient in Fortsetzung der Autobahn A 46 im Autobahnkreuz Wuppertal-Nord dem nicht-höhenfreien Anschluss dieser an die Autobahn 1 und endet nach wenige hundert Metern an der Landesstraße 551.

## Geschichte
Vermutlich verlief die B 326 ursprünglich bis nach Neuss, da sich kurz vor der Josef-Kardinal-Frings-Brücke zusätzlich zu einem Bundesstraßenschild der B 1 eines der B 326 befindet. Am heutigen östlichen Ende des westlichen Astes verlief die B 326 über die Witzelstraße, heutige B 8, zur Anschlussstelle Düsseldorf-Wersten der A 46 und weiter über den „Südlichen Zubringer“, eine Kraftfahrstraße bis zum heutigen Autobahnkreuz Hilden und von dort aus weiter ebenfalls als Kraftfahrstraße bis zum Autobahnkreuz Wuppertal-Nord. Nach dem Ausbau dieser Kraftfahrstraße zur Autobahn wurde in diesem Abschnitt die B 326 in A 46 umbenannt.